# 浜田温泉資料館
浜田温泉資料館（はまだおんせんしりょうかん）は、大分県別府市亀川浜田町の亀川温泉にある資料館である。2006年（平成18年）8月3日に国の登録有形文化財に登録されている。

## 概要
1935年（昭和10年）に共同浴場として建設されたものである。設計は別府市技師の池田三比古。池田は、他に浜脇高等温泉の設計も行っており、吉田鉄郎が設計した別府市公会堂の建設にも関わっている。
この共同浴場は、老朽化に伴い2003年（平成15年）に解体されたが、解体時に設計図を作成するとともに部材を一部保存しており、篤志家からの寄付により2005年（平成17年）に資料館として復元。その際に、片方の浴室に床を張って展示室とした。
建物は、桁行14m、梁間8mの木造平屋建で、建築面積は145m2。屋根は銅板葺とされており、入母屋造で中央に宝形屋根を載せる。正面玄関は唐破風とされ、東西には千鳥破風が設けられている。
なお、旧浜田温泉（現浜田温泉資料館）の解体に伴い、2002年（平成14年）4月に道を挟んだ向かいに新たな共同浴場が建設されている。この共同浴場は鉄筋コンクリート構造平屋建で、唐破風を備えるなど、旧浜田温泉に倣ったデザインとされている。

## 沿革
- 1879年（明治12年） - 浜田温泉の源泉を掘削。
- 1889年（明治22年） - 浜田温泉が温泉場として整備される。
- 1920年（大正9年） - 御越町（1925年に亀川町に改称した後、1935年に別府市に合併）の町長が木造2階建ての温泉館に改築し、浜田鉱泉と称する。
- 1935年（昭和10年） - 改築。
- 1966年（昭和41年） - 鉄筋コンクリート構造体を設置し、2階に公民館を設置。
- 2002年（平成14年） - 建物の老朽化等に伴い、浜田温泉、亀川浜田町公民館を新築。
- 2003年（平成15年） - 旧浜田温泉を解体。解体にあたって、設計図を作成するとともに、部材の一部保存が行われる。
- 2005年（平成17年） - 保存部材を使用して浜田温泉が復元される。
- 2006年（平成18年） - 国の登録有形文化財に登録される[3]。

## 交通
- 自動車 - 大分自動車道別府ICから亀川方面へ約15分
- バス
  - JR九州 別府駅西口から
    - 大分交通 - 6番別府駅西口・石垣線で「亀川新川」又は「亀川駅」停留所下車

  - JR九州 別府駅東口から
    - 大分交通 - 23番石垣線、26番外廻り循環線で「亀川新川」又は「亀川駅」停留所下車
    - 大分バス - 50番APU線で「亀川新川」停留所下車、徒歩約4分[4]